# Lijst van burgemeesters van Ljubljana
De lijst van burgemeesters van Ljubljana is chronologisch gerangschikt.
Deze lijst bevat alle burgemeesters sinds 1504, toen Ljubljana het recht kreeg om een burgemeester te kiezen.

## 16eeeuw

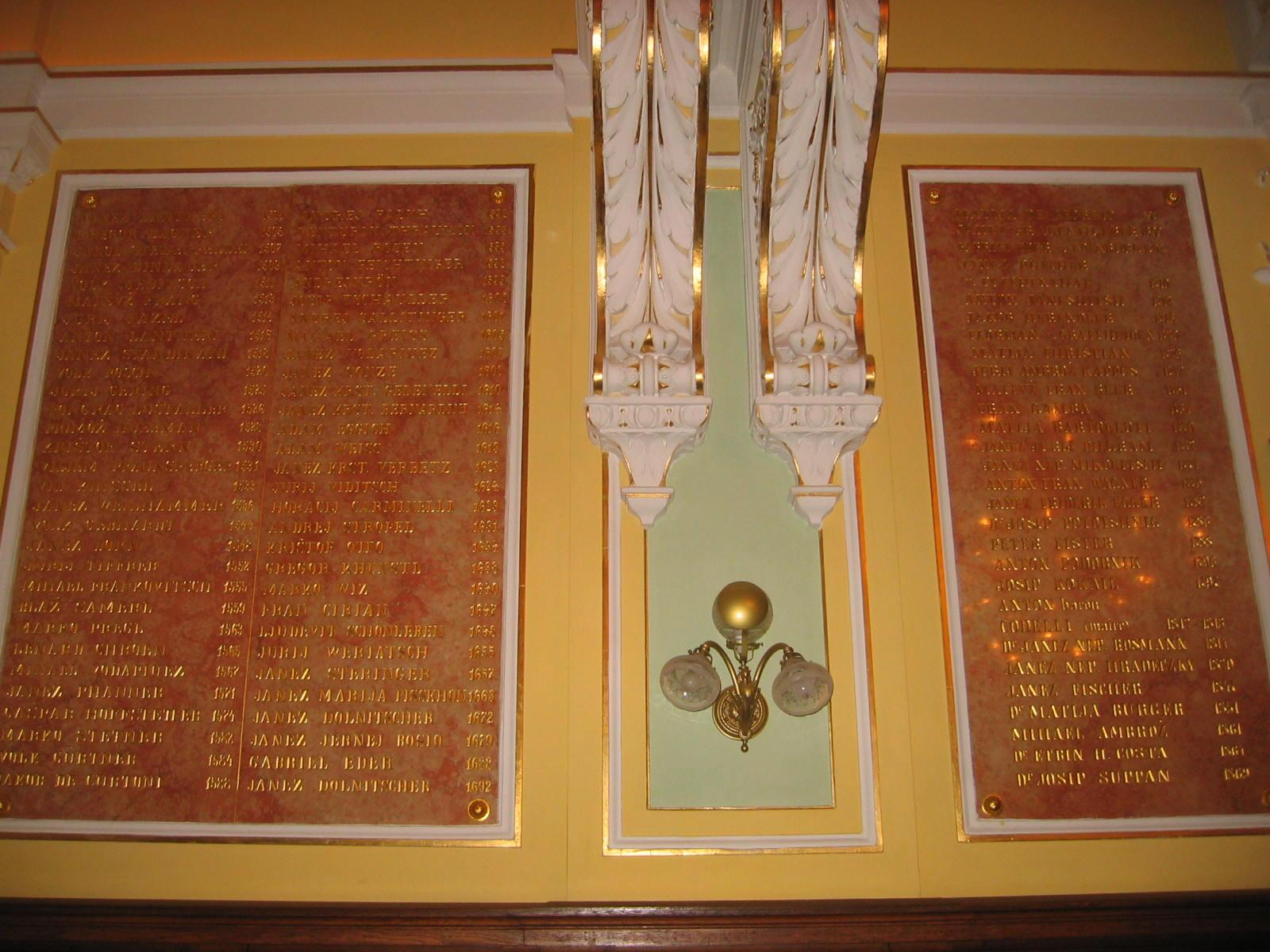
Chronologische lijst van burgemeesters van Ljubljana in het stadhuis.

- Chronologische lijst van burgemeesters van Ljubljana in het stadhuis.1504: Janez Lantheri
- 1505: Gregor Lagner
- 1506: Lenart Praunsperger
- 1507: Jakob Stettenfelder
- 1509: Janez Lindauer
- 1511: Volk Meditsch
- 1513: Matevž Frang
- 1514: Jurij Tazel
- 1516: Anton Lantheri
- 1518: Janez Standinath
- 1520: Volk Posch
- 1524: Jurij Gering
- 1526: Pongrac Lustaller
- 1528: Primož Huebman
- 1529: Peter Reicher
- 1530: Kristof Stern
- 1531: Viljem Praunsperger
- 1533: Vid Khissel
- 1536: Janez Weilhammer
- 1544: Volk Gebhardt
- 1548: Janez Dorn
- 1552: Jurij Tiffrer
- 1555: Mihael Frankovitsch
- 1559: Blaž Samerl
- 1563: Marko Pregl
- 1565: Lenard Chroen
- 1567: Mihael Vodapiuez
- 1571: Janez Phanner
- 1574: Gaspar Hoffstetter
- 1582: Marko Stetner
- 1584: Volk Guertner
- 1588: Jakob De Curtoni
- 1592: Andrej Falkh
- 1593: Venturin Thrauison
- 1595: Mihael Rosen
- 1598: Anton Feichtinger
- 1599: Andrej Koen
- 1600: Josip Tschauller

## 17eeeuw

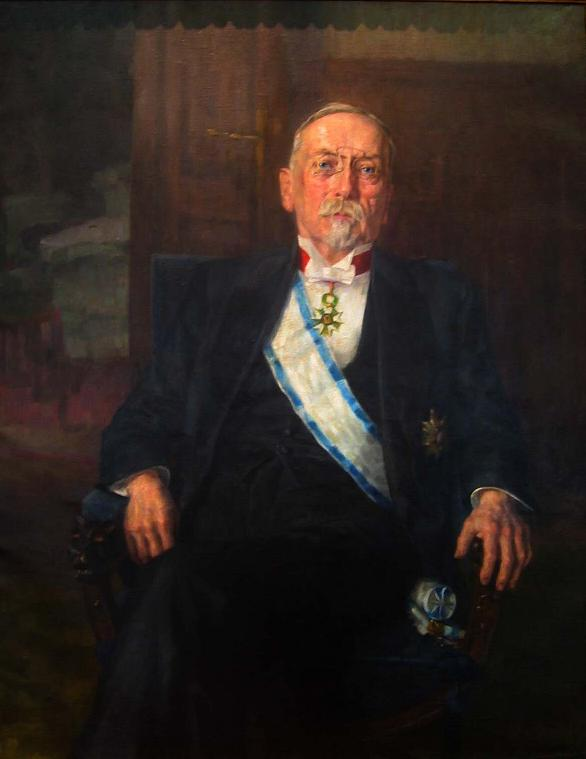
Ivan Hribar, een van de belangrijkste burgemeesters van Ljubljana, portret door Ivana Kobilca, Stadsmuseum, Ljubljana

- Ivan Hribar, een van de belangrijkste burgemeesters van Ljubljana, portret door Ivana Kobilca, Stadsmuseum, Ljubljana1601: Andrej Salltinger
- 1605: Mihael Weiss
- 1607: Janez Vodapiuez
- 1608: Janez Sonze
- 1610: Janez Krstnik Gedenelli
- 1616: Adam Eggich
- 1619: Adam Weiss
- 1623: Janez Krstnik Verbetz
- 1624: Jurij Viditsch
- 1629: Horacij Carminelli
- 1631: Andrej Stropel
- 1634: Kristof Otto
- 1638: Gregor Khunstl
- 1640: Marko Wiz
- 1647: Fran Cirian
- 1648: Ljudevit Schonleben
- 1650: Jurij Wertatsch
- 1657: Janez Steringer
- 1663: Janez Maria Pisckhon
- 1672: Janez Krstnik Dolnitscher
- 1679: Janez Jernej Bosio
- 1688: Gabriel Eder
- 1692: Janez Dolnitscher
- 1697: Matija Di Georgio
- 1699: Janez Graffenhueber

## 18eeeuw
- 1702: Gabriel Eder
- 1710: Janez Kristof Pucher Puechenthall
- 1712: Qnton Janeshitsh
- 1716: Jakob Herendler
- 1720: Florijan von Grafflieiden
- 1726: Matija Christian
- 1738: Anton Raab
- 1742: Jurij Ambrož Kappus
- 1751: Matevž Fran Beer
- 1764: Fran Gamba
- 1766: Janez Mihael Kuk
- 1770: Matija Bertolloti
- 1772: Janez Jurij Pilgram
- 1774: Janez Nepomuk Mikolitsch
- 1775: Anton Fran Wagner
- 1782: Janez Friderik Egger
- 1786: Josip Pototschnig
- 1788: Peter Fister
- 1796: Anton Podobnik
- 1797: Josip Kokail

## 19eeeuw
- 1812-1814: Anton Codelli
- 1814-1820: Janez Nepomuk Rosmann
- 1820-1846: Johann (Janez) Nepomuk Hradeczky
- 1847-1851: Janez Fischer
- 1851-1861: Matija Burger
- 1861-1864: Mihael Ambrož
- 1864-1869: Etbin Henrik Costa
- 1869-1871: Josef Suppan
- 1871-1874: Karl Deschmann
- 1874-1882: Anton Laschan
- 1882-1896: Peter Grasselli
- 1896-1910: Ivan Hribar

## 20eeeuw
- 1911-1921: Ivan Tavčar
- 1921-1926: Ljudevit Perič
- 1928-1935: Dinko Puc
- 1935: Vladimir Ravnihar
- 1935-1942: Juro Adlešič
- 1942-1945: Leon Rupnik
- 1945: Pavel Lunaček
- 1945-1948: Fran Albreht
- 1948-1951: Matija Maležič
- 1951-1953: Jaka Avšič
- 1953-1954: Heli Modic
- 1954-1960: Marijan Dermastja
- 1960-1961: Marjan Jenko
- 1961-1967: Marjan Tepina
- 1967-1973: Miha Košak
- 1973-1978: Tone Kovič
- 1978-1982: Marjan Rožič
- 1982-1986: Tina Tomlje
- 1986-1990: Nuša Kerševan
- 1990-1994: Jože Strugar
- 1994-1998: Dimitrij Rupel
- 1998-2002: Vika Potočnik

## 21eeeuw
- 2002-2006: Danica Simšič
- 2006-heden: Zoran Janković
  - 2011-2012: Aleš Čerin, waarnemend